# Gypona scissa
Gypona scissa är en insektsart som beskrevs av Delong och Freytag 1964. Gypona scissa ingår i släktet Gypona och familjen dvärgstritar. Inga underarter finns listade i Catalogue of Life.